# Marineregimentet

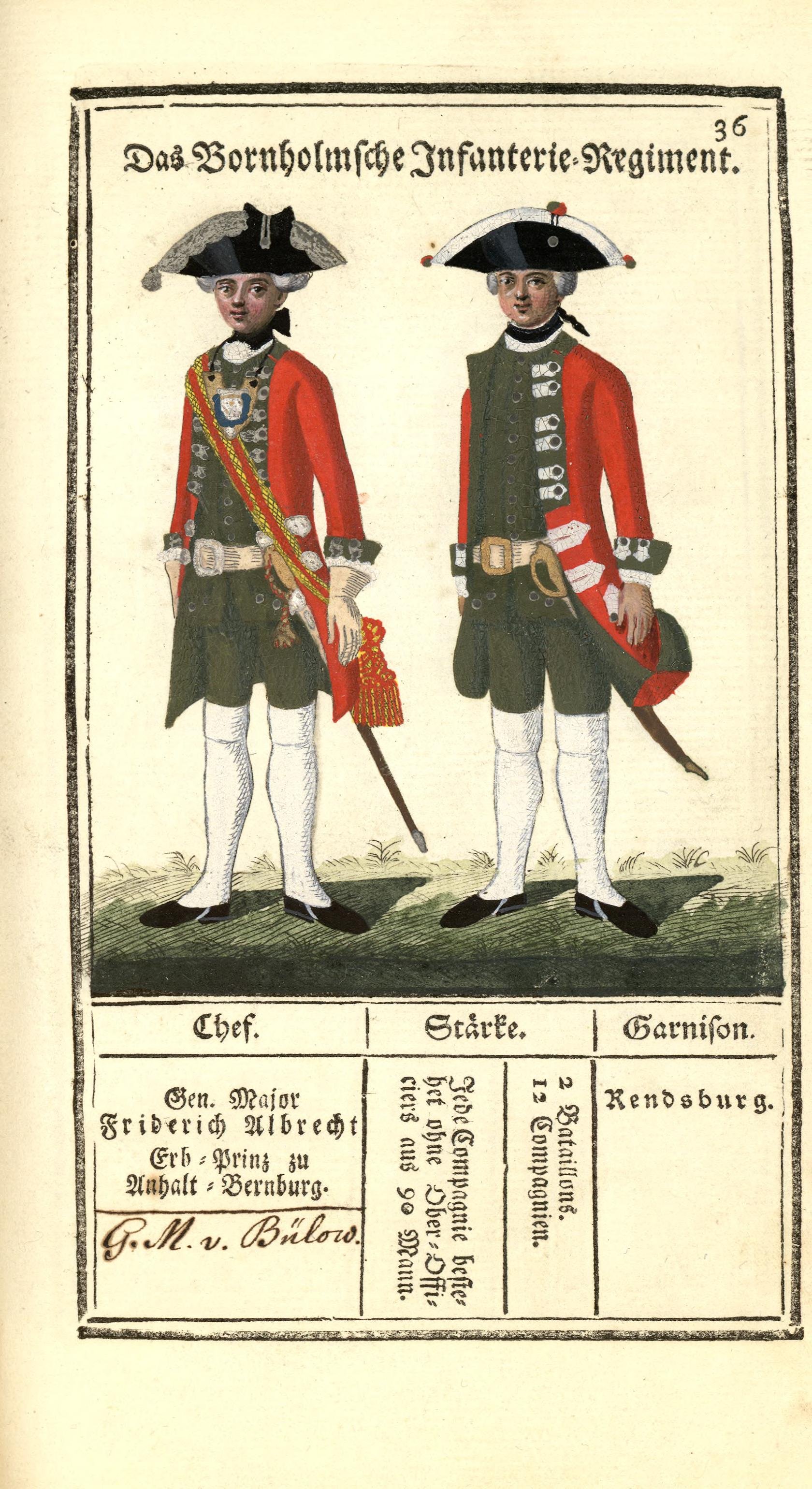
Marineregimentets uniformer omkring 1760 till 1761 (då Bornholmske Infanteriregiment).

Marineregimentet (på svenska: Marinregementet), var ett danskt infanteriregemente som var verksamt under olika namn mellan 1672 och 2000.

## Historia
Regementet har sitt ursprung när Kristian V beslutade att återinföra en tull på handelsfartyg från Elbe, vilket gjorde det nödvändigt att kunna indriva denna genom militär makt. Överkommendanten för de danska befästningarna i Schleswig-Holstein, general Henrik Ruse, skapade därför år 1672 ett kompani marininfanterister garnisonerade vid flottbasen i Glückstadt. Kompaniet var inrättat under flottans styrelse och leddes under sina första år av en kapten Vogel. Förbandet utökades år 1681 till tre bataljoner på vardera två kompanier med Gersdorff, Puttkammer och Rantzau som befälhavare. Den 4 maj 1682 samlades de tre bataljonerna som Marineregimentet under flottan.
Krisitian V upprustade kraftigt den danska armén och för att kunna finansiera en så stor stående armé hyrdes flera regementen ut till andra stater i Europa. I samband med detta överflyttades regementet år 1692 till armén. Under Fredrik IV:s styre hyrdes n bataljon på fem kompanier ur regementet i början av Stora nordiska kriget ut till kurfurstendömet Sachsen. Då bataljonen under vinter 1700 till 1701 led stor brist på förplägning återkallades det dock snart till Danmark. Ett nytt avtal slöts istället med den tysk-romerske kejsaren Josef I under Spanska tronföljdskriget och trupperna förflyttades tillsammans med en större dansk kontingent till Norditalien där de deltog vid belägringen av Mantua och Slaget vid Luzzara. På våren 1703 marscherade den danska kontingenten genom Tyrolen till Linz och förblev där till 1704 då det avmarscherade till Ungern för att 1704 till 1705 delta i kampen mot Rákóczys ungerska uppror. År 1706 därpå sjönk kontingentens stridsvärde betydligt då kejsaren inte längre hade råd att utbetala någon avlöning. Fredrik IV började därför förhandla om truppernas återgång till hemlandet då han planerade att återuppta kriget med Sverige. Trupperna återvände till Danmark 1709.
Den danska krigsförklaringen mot Sverige följde i oktober 1709 och Marineregimentet var en del av fälttåget i Skåne 1709 till 1710. Under fälttåget deltog regementet vid träffningen vid Torsebro samt det ödesdigra slaget vid Helsingborg. Vid slaget stod Marineregimentet på den danska vänstra flygeln och skyddade den danska reträtten. Efter det danska nederlaget förflyttades regementet till Nordtyskland där det stred vid belägringarna av Wismar och Stralsund samt vid slaget vid Gadebusch 1712. Det deltog även vid belägringen av Tönning 1713 till 1714, där Magnus Stenbock tvingades överge sig tillsammans med knappt 10 000 svenska trupper. I slutet av Stora nordiska kriget flyttades regementet till Norge och marscherade mot Strömstad.
Efter fredsslutet hade regementet förläggningsort i Fredericia, Nyborg och Oldenburg. Den 30 juni 1741 bytte regementen namn till Bornholmske Infanteriregiment och förlades i Rendsborg. Samma år hyrdes sex kompanier ur regementet ut till Hannover som vid tillfället låg i krig med Frankrike under Österrikiska tronföljdskriget. Den 28 januari döptes regementet om till Århusiske Infanteriregiment, men redan fem år därefter, den 8 januari 1790, döptes det om till 1. Jyske Infanteriregiment. Under Napoleonkrigen var regementet under åren 1801 till 1807 en del av styrkan i Holstein. År 1813 bildade trupper från regementet garnison på fästningen i Friedrichsort som 11 till 18 december det året anfölls av en tjugo gånger så stor svensk styrka och tvingades ge upp. På grund av sitt tappra motstånd togs trupperna dock inte som krigsfångar, utan tilläts av svenskarna att marschera ut "med flygande fanor, klingande spel och fullt militär honnör". Regementet deltog 1815 i fälttåget mot Napoleon, men nådde dock endast till Bremen innan slaget vid Waterloo avgjordes.
Efter en större härreform 1842 ombildades regementet till en bataljon under beteckningen 7. Linieinfanteribataillon. Som sådan kom förbandet att delta i Slesvig-holsteinska kriget 1848 till 1851, där det stred i slaget vid Slesvig 1848, slaget vid Kolding 1849, slaget vid Fredericia 1849, slaget vid Isted 1850, samt vid slaget vid Friedrichstadt 1850. Efter kriget fick förbandet förläggningsort i januari 1851 i Köpenhamn, men flyttades 1860 till Sønderborg varefter det utökades till 8 kompanier och bytte namn till 7. Infanteriregiment. Under Dansk-tyska kriget 1864 var den enda strid regementet var inblandat i den förpoststrid som utbröt vid Dybbøls kyrka. Efter kriget flyttade regementet, som åter betecknades som en bataljon, till Nyborg och därefter till Vordingborg.
Under första världskriget deltog bataljonen i bevakningen av kusterna längs Själland, Falster och Møn. Förbandet var under ett par år under andra världskriget upplöst efter den tyska ockupationsmakten avväpnande av den danska försvarsmakten den 29 augusti 1943. Förbandet återuppsattes efter krigsslutet. Den 1 mars 1951 upprättades Bornholms Værn, som januari 1952 övertog 7. Bataljons fana och traditioner. Därefter kallades bataljonen oftast Marineregimentet, vilket så småningom blev dess officiella namn.
Regementet upplöstes siste juni 2000.

## Förbandschefer
| - Johan Vibe, från 4 maj 1682 - Frederik Gersdorff, från 1 december 1683 - Lave Hohendorff, från 23 september 1699 - Adam Abraham von Gaffron, från 9 januari 1708 - Abraham Andichon, från 20 maj 1710 - Peter Scavenius, från 3 maj 1719 - Ferdinand Vilhelm de la Pottrie, från 6 juni 1738 - Fredrik Albert av Anhalt-Bernburg (1761) - O. F. Bülow (1761–1767) - E. K. Blücher (1767–1778) - B. K. K. Lippe (1778–1783) - H. K. Passau (1783–1785) - A. Harboe (1785–1803) - F. K. Bauditz (1803–1816) | - K. F. Grüner (1816–1834) - E. F. Zütphen (1834–1835) - F. J. d'Origny (1835–1838) - B. P. Hagen (1838–1842) - F. K. E. Meyer (1842–1848) - V. A. Frederiksen (1848) - L. H. E. A. Krieger (1848) - F. K. Ernst (1848–1849) - K. A. Vogt (1849) - J. P. Wørishøffer (1849–1850) - K. A. Vogt (1850–1861) - L. H. L. Muus (1861–1864) - V. K. B. Stricker (1864–1867) - J. A. Grønlund (1867–1873) | - F. J. H. Weyhe (1873–1880) - O. C. F. Staggemeier (1880–1889) - H. G. Grüner (1889–1895) - M. G. Schack (1895–1903) - J. Lembcke (1903–1907) - C. F. Krabbe (1907–1910) - N. C. M. T. Palsdorff (1910–1916) - J. O. Jensen (1916–1917) - O. Friis (1917–1919) - H. V. Arnesen-Kall (1919–1923) - C. T. N. Sørensen (1923–1924) - F. Johansen (1924–1928) - O. H. Permin (1928–?) |

## Förläggningsorter
- Glückstadt (1672–1680)
- Köpenhamn (1680–1720)
- Rendsborg (1741–1785)
- Århus (1785–1816)
- Köpenhamn (1816–1861)
- Nyborg (1864–1913)
- Vordingborg (1913–1951)
- Bornholm (1951–2000)